# Denys Hotfrid
Denys Hotfrid, née le 5 février 1975 à Magnitogorsk, est un haltérophile ukrainien.

## Biographie
Denys Hotfrid remporte plusieurs médailles au niveau olympique, mondial et continental dont une médaille de bronze dans la catégorie des  moins de 99 kg aux Jeux olympiques d'été de 1996 à Atlanta.
Il travaille au Ministère de l'Intérieur lorsqu'éclate les manifestations Euromaïdan sur lequel il est opposé. En 2015, il quitte le pays avec sa femme Anastasiia Hotfrid, qui est aussi une haltérophile de haut niveau, et s'installe en Géorgie.
Il est ausi entraîneur d'haltérophile, et entraîne sa femme Anastasiia.

## Palmarès

### Jeux olympiques
- 1996 à Atlanta
  -  Médaille de bronze au total en moins de 99 kg

### Championnats du monde
- 2003 à Vancouver
  -  Médaille de bronze à l'arraché en moins de 105 kg
- 2002 à Varsovie
  -  Médaille d'or au total en moins de 105 kg
  -  Médaille de bronze à l'arraché en moins de 105 kg
  -  Médaille de bronze à l'épaulé-jeté en moins de 105 kg
- 1999 au Pirée
  -  Médaille d'or au total en moins de 105 kg
  -  Médaille d'or à l'arraché en moins de 105 kg
  -  Médaille d'argent à l'épaulé-jeté en moins de 105 kg
- 1998 à Lahti
  -  Médaille de bronze au total en moins de 105 kg
  -  Médaille d'argent à l'arraché en moins de 105 kg

### Championnats d'Europe
- 2002 à Antalya
  -  Médaille d'argent au total en moins de 105 kg
  -  Médaille d'argent à l'arraché en moins de 105 kg
  -  Médaille de bronze à l'épaulé-jeté en moins de 105 kg
- 1999 à La Corogne
  -  Médaille d'or au total en moins de 105 kg
  -  Médaille d'or à l'arraché en moins de 105 kg
  -  Médaille d'or à l'épaulé-jeté en moins de 105 kg
- 1997 à Rijeka
  -  Médaille d'or au total en moins de 108 kg
  -  Médaille d'or à l'épaulé-jeté en moins de 108 kg
  -  Médaille d'argent à l'arraché en moins de 108 kg
- 1995 à Varsovie
  -  Médaille d'argent au total en moins de 99 kg
  -  Médaille d'or à l'arraché en moins de 99 kg